# رحل (لقنت)

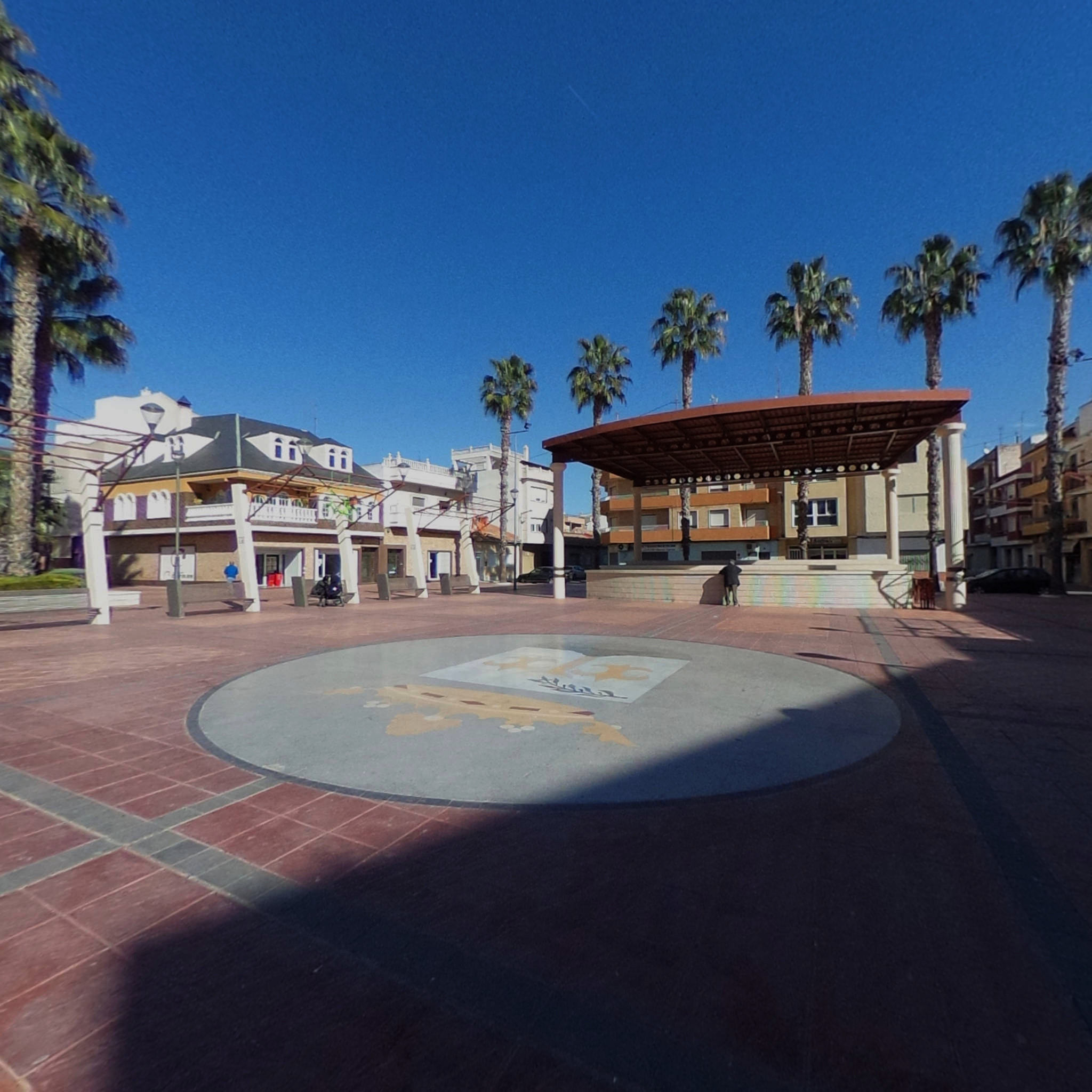
فرقة موسيقية في الساحة الرئيسية في رَحْل

رَحْل هي بلدية في منطقة بلنسية ( إسبانيا ) تقع في جنوب مقاطعة لقنت. تبلغ مساحة البلدية 1.6 كيلومتر مربع (0.62 ميل2) بدءًا من عام 2011 كان عدد سكانها 4162 شخصًا. 